# Survive (Stratovarius)
Survive è il sedicesimo album in studio del gruppo power metal Stratovarius, pubblicato il 23 settembre 2022 dalla earMUSIC.

## Tracce
1. Survive – 4:39
2. Demand – 4:03
3. Broken – 4:57
4. Firefly – 3:38
5. We Are Not Alone – 4:34
6. Frozen in Time – 6:43
7. World on Fire – 4:26
8. Glory Days – 5:06
9. Breakaway – 4:28
10. Before the Fall – 4:15
11. Voice of Thunder – 11:10

## Formazione
- Timo Kotipelto – voce
- Matias Kupiainen – chitarre, produzione
- Jens Johansson – tastiere
- Rolf Pilve – batteria
- Lauri Porra – basso